# 中華人民共和国の企業の一覧記事の一覧
中華人民共和国の企業の一覧記事の一覧（ちゅうかじんみんきょうわこくのきぎょうのいちらんきじのいちらん）。
- 中華人民共和国の企業一覧

## 地域別
- 台湾の企業一覧
- 北京の報道メディアの一覧
- 香港の企業一覧
  - 香港の銀行の一覧
- マカオの企業の一覧（英語版）

## 業種別

### 金融・保険
- 中華人民共和国の銀行の一覧
- 香港の銀行の一覧

### マスメディア
- 中国の出版社の一覧
- 中華人民共和国の通信社の一覧（中国語版）
- 北京の報道メディアの一覧

### 航空会社
- 中華人民共和国の航空会社の一覧（中国語版）